# Aher Uguak
Aher Simon Uguak (Ismailia, 24 maggio 1998) è un cestista canadese con cittadinanza sudsudanese.

## Biografia
Suo fratello minore, Lwal, gioca come defensive lineman nella CFL. Suo cugino Luol Deng anch'egli cestista, ha giocato nella NBA.

## Palmarès
- FIBA Europe Cup: 1

Niners Chemntiz: 2023-2024